# Le Cavalier de Croix-Mort
Pour plus de détails, voir Fiche technique et Distribution.
Le Cavalier de Croix-Mort ou Une aventure de Vidocq, est un film français réalisé par Lucien Ganier-Raymond, sorti en 1948.

## Synopsis
Un mari trompé, François d'Anthar, surprend sa femme, Élisabeth d'Anthar, dans les bras d'un autre homme, Simon de Chabre. Fou de rage, le mari blesse l'amant. Pour sauver Élisabeth, sa sœur Lucile prétend que Simon de Chabre n'était là que pour elle. Pour convaincre l'époux trompé, elle accepte de se fiancer à Simon. Lucile, dévorée par la jalousie, enlève Simon avec des complices. Mais le policier Vidocq intervient. Simon et Lucile vont pouvoir être l'un à l'autre.

## Fiche technique
- Titre : Le Cavalier de Croix-Mort
- Titre alternatif : Une aventure de Vidocq
- Réalisation : Lucien Ganier-Raymond
- Scénario : Pierre Laroche, Lucien Ganier-Raymond et Charles de Grenier[1],[2] d'après le roman Le Vinaigre des quatre-voleurs d'Albert-Jean, paru en 1944
- Photographie : Maurice Pecqueux
- Montage : Monique Lacombe
- Musique : Henri Verdun
- Décors : Roland Quignon
- Son : Jacques Hawadier
- Producteur : Charles de Grenier
- Société de production : Simoun Films
- Pays de production :  France
- Format : Noir et blanc — 35 mm — 1,37:1 — Son : Mono
- Genre : Film policier
- Durée : 90 minutes (1 h 30)
- Date de sortie :	
  - France : 14 avril 1948
- Affiches : Georges Dastor, Clément Hurel (France)

## Distribution
- Henri Nassiet : Vidocq
- Madeleine Robinson : Élisabeth d'Anthar
- Yves Vincent : Simon de Chabre
- Franck Villard : François d'Anthar
- Simone Valère : Lucile
- Georges Paulais : le préfet
- Suzanne Dantès : Joséphine-Marie
- Katherine Kath : Sandrine
- André Valmy : Coco-Latour
- Jean d'Yd : Louis-Antoine
- Pierre Sergeol : le boulanger
- Gaston Modot : Augustin
- Léon Bary : le commissaire
- Jean Diéner : Germain
- Lucien Arnaud
- Pierre Duncan
- Philippe Derevel
- Émile Tramont
- Jean Dacre